# Adeeba Kamarulzaman

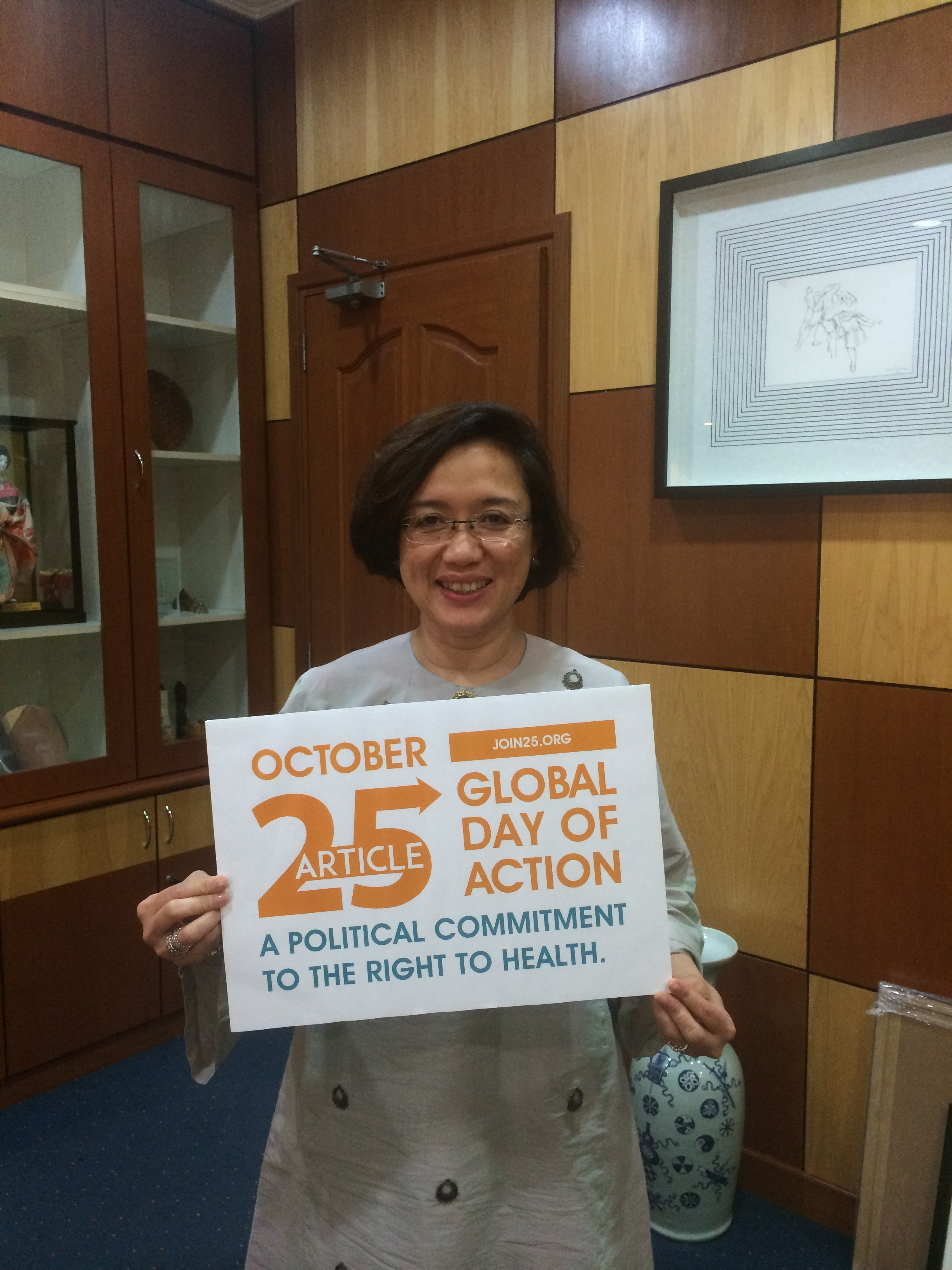
Doktor Adeeba Kamarulzaman, ca. 2014

Dato’ Adeeba binti Kamarulzaman (* 1963 bzw. 1964) ist eine malaysische Ärztin und Gründerin des Centre of Excellence for Research on AIDS (CERiA), des ersten Instituts zur Erforschung von AIDS in Malaysia. Ihren Forschungen und ihrem Engagement im Gesundheitswesen wird die Reduzierung von HIV-Neuinfektionen in Malaysia um 50 Prozent innerhalb einer Dekade zugeschrieben. Als erste Asiatin hatte sie von 2020 bis 2022 das Amt der Präsidentin der International Aids Society inne und erhielt als erste Frau das Amt des Dekans der medizinischen Fakultät der Universität Malaya.

## Karriere
Adeeba Kamarulzaman wuchs in Kota Bharu auf und schloss im Jahr 1987 ihr Medizinstudium an der Monash University ab. Zunächst sammelte sie im Monash Medical Center sowie im Fairfield Infectious Diseases Hospital in Melbourne Erfahrungen in der inneren Medizin und mit ansteckenden Krankheiten. Insgesamt verbrachte sie 15 Jahre in Australien. Im Jahr 1997 kehrte sie nach Malaysia zurück und arbeitete als niedergelassene Ärztin im Universität Malaya Medical Center.
Während dieser Zeit rief Adeeba Programme ins Leben, um die Gesundheit der Bevölkerung zu verbessern, darunter das Programm 50 Keluarga Sihat (deutsch: 50 gesunde Familien) für Menschen mit geringem Einkommen. Auch gründete sie die Abteilung für Infektionskrankheiten, bevor sie 2011 als erste Frau das Amt des Dekans der medizinischen Fakultät der Universität Malaya erhielt. Insgesamt bekleidete sie dieses Amt drei Mal. Während ihrer Amtszeiten führte sie neue Trainingsprogramme für junge Ärzte ein und setzte sich für ein gesundes Arbeitsklima ein, u. a. indem sie sich gegen die Vertuschung von Belästigungsfällen aussprach.
Im Jahr 2021 wurde sie Mitglied des Science Council der Weltgesundheitsorganisation. Eins ihrer ersten Projekte war die Bedeutung der Genomik für menschliche Gesundheit zu untersuchen und einkommenschwächeren Ländern den Zugang zu entsprechender Technologie zu ermöglichen.

### Maßnahmen gegen AIDS
Adeeba erkannte, dass sozial schwächere Gruppen ein höheres Risiko hatten, an AIDS zu erkranken. Ein großes Problem, das sie aufdeckte, war beispielsweise die Stigmatisierung homosexueller Männer in der traditionell konservativ geprägten Gesellschaft Malaysias. In ihren Veröffentlichungen machte Adeeba deutlich, dass HIV-infizierte Homosexuelle und Transgender oft aus Scham vor Verurteilung durch die Ärzte keine medizinische Hilfe suchten und damit Gefahr liefen, das Virus unentdeckt weiter zu verbreiten. Damit geriet sie oft in Widerspruch mit konservativeren Kollegen, die ihre Abneigung gegen infizierte Minderheiten religiös begründeten und plädierte daher entschieden für eine Säkularisierung der Medizin.
Um AIDS wirkungsvoll zu bekämpfen, rief Adeeba mehrere Gesundheitsprogramme ins Leben, u. a. um Injektionsnadeln von infizierten Süchtigen gegen sterile Nadeln auszutauschen. Ihre Programme waren maßgeblich daran beteiligt, die HIV-Neuinfizierungen in Malaysia innerhalb von 10 Jahren um 50 Prozent zu senken. Im Jahr 2008 gründete sie das Centre of Excellence for Research on AIDS (CERiA) an der Universität Malaya. Es war das erste Institut dieser Art in Malaysia, wo die Krankheit interdisziplinär erforscht wurde.

### Reform der malaysischen Drogenpolitik
Während ihrer Arbeit in der AIDS-Prävention behandelte Adeeba oft Drogensüchtige, die sich durch verseuchte Nadeln infiziert hatten. Um dieser Infektionsquelle entgegenzuwirken, startete sie Studien und Aufklärungskampagnen zur Entstigmatisierung von Drogensüchtigen. Im Gegensatz zu vielen Zeitgenossen und Kollegen betrachtete sie Sucht nicht als moralische Schwäche, die bestraft werden sollte, sondern als Krankheit, für die manche Leute durch verschiedene Umstände anfälliger waren. Da in Malaysia sehr strenge Strafen für Drogenmissbrauch verhängt wurden, vernetzte Adeeba sich mit juristischen, zivilen und gesundheitlichen Organisationen, um für humanere Drogengesetze zu kämpfen. Statt drakonischer Abschreckungsmaßnahmen plädierte sie stets dafür, nicht kriminelle Süchtige zu unterstützen und zu beraten, insbesondere da Gefängnisse und Entzugsanstalten keine Hilfe bei Rückfällen waren.
Gemeinsam mit ihren Kollegen von der Universität Malaya sowie der Yale University School of Medicine und dem Burnet Institute Melbourne führte sie eine Studie durch, in deren Verlauf eine Gruppe von Heroinsüchtigen sich freiwillig einer Methadonbehandlung unterzogen. Bei dieser Gruppe war nach der Behandlung die Rückfallquote um 81 Prozent verringert. Dabei musste sie gegen einige Widerstände ankämpfen, zum Beispiel die Auffassung vieler Landsleute, dass diese Maßnahmen den Lehren des Islam widersprächen. Im Jahr 2004 überzeugte sie schließlich die Regierung Malaysias, ein Programm zur Schadensverminderung einzuführen, das u. a. den Austausch von Injektionsnadeln und überwachte Methadonbehandlung beinhaltet. Adeeba betrachtet die Einführung dieses Programms als ihren größten Erfolg, da es zu einer gesundheitsorientierteren Drogenpolitik in Malaysia führte. 2022 wurde sie als erste Malaiin in die Weltkommission für Drogenpolitik aufgenommen.

### COVID-19-Pandemie
Während der COVID-19-Pandemie, als das Universität Malaya Medical Center bisweilen 400 Patienten auf einmal behandelte, vertiefte Adeeba ihre Forschungen über die Zusammenhänge von sozialen Umständen und erhöhter Infektionsgefahr. Ihren Beobachtungen zufolge waren in Malaysia insbesondere soziale Randgruppen gefährdet, wie Migranten, Flüchtlinge, Sträflinge und Menschen mit geringem Einkommen. Gerade letztere neigten dazu, erst spät ärztliche Hilfe zu suchen, was für Adeeba ein Grund für die höhere Sterblichkeitsrate innerhalb dieser Gruppe war. Sie und ihr Team erforschten den Einfluss von Corticosteroiden und Immunmodulatoren auf die Schwere des Krankheitsverlaufs.
Um die Infektionsgefahr für die Angehörigen des medizinischen Personals einzudämmen, ließ Adeeba in der Klinik Einrichtungen schaffen, wo das Personal duschen und sich ausruhen konnte, bevor sie nach Hause gingen. Manchen Kollegen, die aufgrund gebrechlicher Familienmitglieder nicht nach Hause gehen wollten, gestattete sie längere Zeit dort zu wohnen. Als größte Schwierigkeit während der Pandemie gab sie an, verletzliche Gruppen weder finanziell noch tatkräftig unterstützen zu können sowie die eingeschränkten Möglichkeiten, sich mit anderen Organisationen zu vernetzen.

## Privatleben
Adeeba ist mit einem weiteren Abgänger der Monash University verheiratet. In ihrer Freizeit gärtnert sie gern und betreibt Yoga und Pilates.

## Würdigungen (Auswahl)
- 2005: Life Ball Crystal of Hope
- 2007: Tun Mahathir Science Award
- 2012: Advance Australia Global Award in der Kategorie Alumni
- 2015 Ehrendoktorwürde der Monash University
- 2022: Tan Sri Dato’ Napsiah Omar Women Leaders Award in der Kategorie Bildung[8]; Merdeka Award[9]

## Ämter (Auswahl)
- geschäftsführendes Vorstandsmitglied des Malaysian AIDS Council
- Vorstandsvorsitzende der Malaysian AIDS Foundation
- Mitglied von UNAIDS
- 2006 bis 2010: Präsidentin des Malaysian AIDS Council
- 2011 – 2019: Dekanin der medizinischen Fakultät der Universität Malaya
- 2012: Dozentin der Yale University
- 2012 – 2016: Vorstandsmitglied der International Society of Infectious Diseases
- 2021: Mitglied des Science Council der Weltgesundheitsorganisation
- 2020 – 2022: Präsidentin der International Aids Society
- 2022: Kommissionsmitglied der Weltkommission für Drogenpolitik